# Трубников, Владимир Матвеевич
Влади́мир Матве́евич Тру́бников (1 мая 1907 — апрель 1979) — министр внутренних дел Киргизской ССР, генерал-майор (1945).

## Биография
Родился в русской семье рудничного рабочего. Лампонос, коногон, плитовой, саночник, забойщик на шахте в Донбассе с 1920 до 1925. Электрослесарь на шахте имени В. Р. Менжинского с 1925 до 1927, секретарь комитета ЛКСМ Украины этой шахты с июля 1927 до августа 1928.
С 1927 по 1928 — слушатель Серговской школы советского и партийного строительства. С ноября 1928 до 1933 оканчивал 3 курса Харьковского политехнического института. Член ВКП(б) — с мая 1928. Заместитель заведующего организационным отделом Серговского райкома Союза горняков с августа до ноября 1928. В 1933 служил в РККА. Помощник управляющего Первомайским рудоуправлением в Серговском районе с 1933 до мая 1934.
В органах государственной безопасности с мая 1934. С июля 1934 до апреля 1935 — курсант Центральной школы ГУГБ НКВД СССР. До мая 1938 — уполномоченный 5-го отделения, помощник оперативного уполномоченного Экономического отдела ГУГБ НКВД СССР, оперативный уполномоченный Экономического отдела, 3-го отделения Мариупольского городского отдела НКВД. С мая по ноябрь 1938 — начальник Снежнянского районного отдела НКВД. С ноября 1938 по июль 1939 — начальник Рыбницкого районного отдела НКВД. Затем до сентября 1939 — заместитель народного комиссара внутренних дел Молдавской АССР, а уже с 3 сентября 1939 до 7 августа 1940 — народный комиссар внутренних дел Молдавской АССР. С 7 августа 1940 до 28 марта 1941 — начальник Управления НКВД по Житомирской области. С 15 апреля до 28 июля 1941 начальник Управления НКГБ по Черновицкой области. До 1 февраля 1942 — начальник Особого отдела НКВД 40-й армии. До апреля 1942 в резерве Отдела кадров НКВД Украинской ССР. С 28 апреля 1942 до 1 апреля 1943 — заместитель начальника Управления войск охраны тыла Южного, Воронежского фронта по оперативно-чекистской работе. С 1 апреля до 11 августа 1943 — заместитель начальника Управления по делам военнопленных и интернированных НКВД СССР по оперативно-чекистской работе. С 11 августа 1943 до 9 октября 1944 — начальник Управления НКВД по Архангельской области. С 9 октября 1944 до 10 января 1947 — начальник Управления НКВД — МВД по Ровенской области. С 8 января 1947 до 25 июня 1948 — начальник Управления МВД по Львовской области. С 25 июня 1948 до 29 ноября 1949 — министр внутренних дел Киргизской ССР. С ноября 1949 до февраля 1950 — в распоряжении Управления кадров МВД СССР. С февраля 1950 до ноября 1951 — заместитель начальника Управления МВД по Куйбышевской области. С ноября 1951 до декабря 1952 — 1-й заместитель начальника Управления Кунеевского исправительно-трудового лагеря и Куйбышевской гидроэлектростанции. С февраля до марта 1953 — заместитель начальника исправительно-трудового лагеря строительства железных рудников МВД. С 19 марта до 11 июня 1953 — начальник Управления МВД по Тернопольской области. С июня до октября 1953 — в распоряжении МВД Украинской ССР. Уволен из МВД СССР "за дискредитацию высокого звания начсостава" в декабре 1953.

### Звания
- 11.12.1935 — сержант государственной безопасности;
- 22.06.1939 — старший лейтенант государственной безопасности (произведён из сержанта государственной безопасности);
- 28.04.1941 — капитан государственной безопасности;
- 11.02.1943 — подполковник государственной безопасности;
- 05.03.1943 — полковник государственной безопасности;
- 20.03.1944 — комиссар государственной безопасности;
- 09.07.1945 — генерал-майор.

### Награды
- 28.05.1941 — знак «Заслуженный работник НКВД»;
- 09.11.1941 — орден Красного Знамени[6];
- 24.02.1942 — орден Красного Знамени;
- 01.05.1944 — орден Отечественной войны 2-й степени;
- 02.03.1945 — орден Отечественной войны 1-й степени;
- 18.02.1946 — знак «Заслуженный работник НКВД»;
- 23.01.1948 — орден Трудового Красного Знамени;
- 26.04.1940 — медаль «За отвагу»;
- другие медали.